# Lankshausen
 Lankshausen ist eine Wüstung auf der Gemarkung der Ortsgemeinde Altenahr im Landkreis Ahrweiler (Rheinland-Pfalz).

## Geographische Lage
Der Ort lag auf einem Hochplateau auf einer Höhe von 360 m ü. NHN im heutigen Walddistrikt „Auf Lankshausen“ zwischen den Orten Altenahr, Mayschoß und Kalenborn.

## Geschichte
Im Mittelalter gehörte Lankshausen zu Altenahr. Der Name …hausen lässt auf eine fränkische Entstehung des Weilers im 5. bis 7. Jahrhundert schließen. Es ist nicht überliefert, wann der Ort wüst fiel.

## Die Siedlung
Die Siedlung bestand wahrscheinlich nur aus ein paar einzelnen Gehöften. Es ist davon auszugehen, dass es sich um keinen klassischen Ort handelte.

## Weitere Wüstungen in der Region
- Kranscheid
- Turchhausen
- Engelhäuser Hof
- Hengsberger Hof